# Solopharm
Solopharm (ООО «Гротекс») — российская фармацевтическая компания полного цикла, специализирующаяся на разработке и производстве лекарственных препаратов, медицинский изделий и БАДов. Выпуск препаратов осуществляется на собственных производственных площадках в Санкт-Петербурге. 
Компания Solopharm является крупнейшим системообразующим предприятием фармацевтической отрасли.

## История
Компания Solopharm была создана в 2010 году предпринимателем Олегом Жеребцовым, основателем сети гипермаркетов «Лента» и «Норма».

### 2011—2013
Начало строительства завода по производству жидких лекарственных форм

### 2014—2019
Запуск 1-й очереди. Выпуск первой серии инфузионных растворов. 
Запуск 2-й очереди. Выпуск назальных и офтальмологических препаратов. 
Запуск 3-й очереди. 10 новых линий. Получен сертификат GMP. 
Запуск линии дозированных аэрозолей MDI.

### 2021
Открытие лаборатории биотехнологических разработок и ОПУ (опытно-промышленного участка). 
Запуск 1-й очереди по производству БАД в стик-пакетах.

### 2022
Запуск завода твёрдых лекарственных форм

### 2023
Запуск 4-й очереди завода жидких лекарственных форм — увеличение производственных мощностей
Запуск Matrix Wall — нового проекта компании Solopharm по проектированию и изготовлению чистых производственных помещений
Запуск 2-й очереди по производству БАД в капсулах
Закладка первого камня завода по производству гормональных препаратов Hormones Plant

## Рейтинг и премии
28 декабря 2015 правительством Санкт-Петербурга было принято постановление о присвоении заводу Solopharm статуса стратегического инвестора Санкт-Петербурга
На протяжении нескольких лет компания Solopharm входит в ТОП-5 производителей по темпам роста в розничном сегменте, прирост год к году составляет ежегодно более 45% ([февраль, 2020 г. на основании данных исследовательских агентств IQVIA, DSM Group и ИАС Закупки. Аналитические данные исследовательских агентств]).
Компания Solopharm дважды признана обладателем престижной фармацевтической премии «Платиновая Унция» в номинации «Динамика года»
Компания Solopharm заняла 15 место в рейтинге Forbes по темпам роста
Компания Solopharm на 1-м месте по темпам прироста продвижения (по данным Ipsos Comcon по итогам 9 месяцев 2020)
Компания Solopharm является №1 на целевом рынке и в ТОП-10 на розничном рынке в e-com[февраль, 2020 г. на основании данных исследовательских агентств по данным AlphaRM, уп., Q1.2023. Аналитические данные исследовательских агентств].